# M'Nabha (kommun)
M'Nabha (franska: M'Nabha (CR), M'Nabha (Commune Rurale), arabiska: حربيل) är en kommun i Marocko.   Den ligger i prefekturen Marrakech och regionen Marrakech-Safi, i den norra delen av landet, 260 km sydväst om huvudstaden Rabat. Antalet invånare är 10 390.